# Gerald Brom
Gerald Brom, professionalmente conosciuto come Brom (Albany, 9 marzo 1965), è un illustratore statunitense che opera nel genere fantastico.
Ha lavorato alle illustrazioni di vari progetti editoriali tra i quali giochi di ruolo, carte collezionabili, fumetti e romanzi.

## Biografia
Brom nacque il 9 marzo 1965 ad Albany in Georgia, figlio di un pilota dell'U.S. Army e crebbe nelle basi dove veniva trasferito suo padre, sia negli Stati Uniti (Alabama e Hawaii), che all'estero, tra cui il Giappone e in Germania. Si diplomò alla Frankfurt American High School in Germania. Cresciuto negli ambienti militari dove era noto solo con il cognome firma i suoi lavori solo con quest'ultimo: «È la cosa che mi viene chiesta più spesso. È il mio nome reale, il mio cognome. Venivo sempre chiamato Brom da ragazzino e mi è rimasto...».
Brom ha disegnato e dipinto fin dall'infanzia, anche se non ha mai seguito classi formali, «Non mi definerei esattamente come autodidatta perché ho sempre osservato il lavoro di altri artisti ed emulato quello che mi piaceva di esso. Quindi si può dire che mi hanno insegnato». Brom dice di essere stato influenzato dai lavori di Frank Frazetta, N.C. Wyeth e Norman Rockwell: «Okay... Rockwell non è il tipo di ispirazione che la maggior parte delle persone si aspettano che citi, ma dipingeva le cose così bene. Per me non è tanto il genere, ma il modo in cui il lavoro viene fatto e la sua tecnica è da ammirare».
A vent'anni iniziò a lavorare come artista commerciale freelance. Nel 1989 fu assunto a tempo pieno dalla TSR, dove collaborò a tutte le linee di giochi. In particolare è noto per il suo contributo all'ambientazione di Dark Sun: «Includemmo Brom fin dal principio. Non era lì solo per dipingere quello che gli chiedevamo. Ci portava schizzi di idee che aveva e noi progettavamo regole e inventavamo dettagli nelle storie per includerli». Secondo Shannon Appelcline, «il contributo delle illustrazioni uniche di Dark Sun la aiutò a distinguersi dagli altre ambientazioni della TSR dai disegni fantasy più tradizionali». Lo stile di Brom si evolse in questo periodo assumendo i suoi distintivi tratti horror.
Dopo quattro anni alla TSR tornò a lavorare come freelance nel 1993, specializzandosi in illustrazioni dark e dipingendo copertine per editori come White Wolf o la Del Rey Book. La sua copertina per Necropolis: Atlanta della White Wolf ispirò a Shane Lacy Hensley l'idea per il gioco di ruolo Deadlands di cui Brom illustrò le copertine della prima edizione.
Nel 1998 tornò a collaborare con la TSR, che l'anno prima era stata acquistata dalla Wizards of the Coast e preparò illustrazioni per il gioco di ruolo Alternity, per le ambientazioni dei Forgotten Realms e di Planescape del gioco di ruolo fantasy Advanced Dungeons & Dragons e illustrò le copertine Dragon e Dungeon. Illustrò inoltre le copertine della serie di romanzi War of the Spider Queen e per la nuova stampa di The Avatar Series.
Iniziò anche a differenziarsi e a collaborare allo sviluppo di videogiochi, per esempio sviluppò concept art per Heretic II o per il cinema, per esempio per gli Stan Winston Studio e collaborò alla concept art di diversi film, tra cui Galaxy Quest (1999), Fantasmi da Marte (2001), Scooby-Doo (2002) e Scooby-Doo 2 - Mostri scatenati (2004).
Collaborò anche alla creazione e illustrazione per il gioco di carte collezionabile Dark Age. Suoi dipinti sono stati utilizzati per i giochi di carte collezionabili come Magic: l'Adunanza della Wizards of the Coast e Heresy: Kingdom Come della Last Unicorn Games. e, insieme a quelli Frank Frazetta per lo sviluppo del look visivo della serie di giochi Warlords.

## Premi
Ha ricevuto il Jack Gaughan Award per il miglior artista esordiente nel 1999.
Ha ricevuto tre volte il Chesley Awards: per le illustrazioni interne di The Plucker nel 2006, per la migliore illustrazione legata ad un gioco per la copertina di Warriors of Heaven and Guide to Hell nel 2000 e infine l'Artistic Achievement per la sua carriera artistica nel 2013.

## Opere

### Libri
- KRAMPUS the YULE LORD (2012)
- The Child Thief (2009)[12]
- The Devil's Rose (2007)
- The Plucker (2005)[13]
- Darkwerks: The Art of Brom (2000)
- Brom's Little Black Book
- Offerings
- Metamorphosis (2007) (beinArt) ISBN 978-0-9803231-0-8
- The Art of Brom (2013) (Flesk) ISBN 978-1-933865-50-8
- Slewfoot (2021)

### Cinema e televisione
Come artista concettuale:
- Galaxy Quest (1999)
- Sleepy Hollow (1999) (poster art)
- Bless the Child (2000)
- Ghosts of Mars (2001)
- The Time Machine (2002) (uncredited)
- Scooby-Doo (2002)
- Scooby-Doo 2 - Mostri scatenati (2004)
- Van Helsing (2004)

### Videogiochi
- Doom II
- Diablo II
- Diablo III
- Heretic
- Heretic II
- Skyborg: Into the Vortex
- Dungeons & Dragons: Tower of Doom
- Dungeons & Dragons: Shadow over Mystara

### Giochi da tavolo e di carte
- Button Men:Brom (serie di illustrazioni per 12 spillette utilizzate per un gioco collezionabile)
- Dark Age, un wargame tridimensionale di cui fu concept artist
- Deadlands artista di copertina per la prima edizione
- Magic: l'Adunanza (concept artist)
- Nightbane gioco di ruolo pubblicato dalla Palladium Books (copertina e illustrazioni)
- South America: Rifts World Book Six (copertina e illustrazioni)